# Gottfried von Rogge
Gottfried von Rogge (XIII secolo – XIV secolo) fu il 22º Gran Maestro dell'Ordine di Livonia, in carica dal 1298 al 1307.

## Biografia

### Elezione
Nel 1298, dopo la morte del Landmeister Bruno nella battaglia di Turaida, l'incarico di guida dei cavalieri di Livonia venne affidato a Gottfried von Rogge.
La sua elezione avvenne durante la guerra che l'Ordine aveva intrapreso con l'Arcivescovo di Riga, mentre era totalmente in pace con i nemici esterni alla Livland. Il Granduca di Lituania Vytenis organizzò infatti le sue campagne di conquista solo nelle terre controllate dall'Ordine Teutonico di Prussia, infliggendo una serie di sconfitte al nemico tra cui fu di rilievo il massacro dell’intera popolazione risiedente presso Strasburg in Westpreußen (attuale Brodnica).

### 1298: il Vescovo di Ösel-Wiek e la disputa con l'Ordine
I vescovi di Ösel-Wiek avevano avuto continuamente problemi con gli estoni dell'isola di Saaremaa per tutto il secolo XII nell’ambito della crociata baltica. Il vescovo non aveva alcun potere reale a Saaremaa, poiché gli isolani ostacolarono i crociati nella costruzione di nuove roccaforti: la residenza del Vescovado, di conseguenza, fu variamente spostata passando da Lihula a Pärnu, da Haapsalu alla contea di Läänemaa nel 1298.
Sempre nello stesso anno, mentre l'Ordine di Livonia era entrato in guerra con l'Arcidiocesi di Riga, gli abitanti dell'isola di Saaremaa si rivolsero al loro vescovo, invocando la sua protezione perché ritenuti lesi dai Cavalieri di Livonia. Questa richiesta aggravò ancor di più i già tesi rapporti tra l'Ordine ed il Vescovo di Ösel-Wiek, il quale alla fine dovette allearsi con l'Arcivescovo di Riga. Nel giro di qualche anno, l'Ordine di Livonia riuscì a sottomettere Ösel-Wiek, espugnando prima la sede vescovile di Haapsalu, e poi tutta la diocesi.
L'Ordine conquistò gran parte della contea di Läänemaa, tra cui la fortezza di Koluvere, che venne restituita al vescovo di Ösel-Wiek solo dopo che un diretto intervento di Papa Bonifacio VIII nel 1299.